# 奥托·格罗提渥
奥托·格罗提渥（德語：Otto Grotewohl，德語發音：[ˈɔtoː ˈɡʁoːtəvoːl]；1894年3月11日—1964年9月21日）是一位德国政治家，第二次世界大战前他在德国社会民主党出任要职，自1949年至去世期间担任東德首任部长会议主席（相當於政府总理）與德國統一社會黨中央委員會主席。根据罗特的描述，他领导了多个东德经济计划委员会，向苏联政府游说增加对东德的援助并着力打破外交孤立局面。

## 生平
奥托·格罗提渥生于布伦瑞克（今下萨克森州境内），其父为著名的裁缝。格罗提渥曾是一名印刷工，1912年，他加入了德国社会民主党，第一次世界大战中谴责社会民主党右派的政策。一战后，他属于从社民党分离（1918年）出来的中间派德国独立社会民主党。1922年，该党重新并入社民党。1925—1933年为德国国会议员。希特勒上台后转入地下，继续从事反法西斯斗争。第二次世界大战后成为东德的社会民主党领袖，极力主张德国工人运动的统一。1946年社会民主党与东德的共产党合并成立为德国统一社会党后，与德共领袖皮克均当选为党的主席。德意志民主共和国成立后任部长会议主席（1949—1963年）。